# Bruna di Tullio
Bruna Di Tullio (Campinas, 2 de outubro de 1981) é uma apresentadora e atriz brasileira.

## Biografia
Bruna Di Tullio começou sua carreira artística quando tinha 18 anos e trocou Campinas pelo Chile. Ficou quatro meses no país vizinho trabalhando em campanhas publicitárias e, em seguida, mais onze no México.
Voltou ao Brasil disposta a ser atriz e fez cursos de interpretação, mas ficou famosa como a sereia de um comercial de cerveja. Desde então, ela já participou de muitas novelas, seriados e filmes.
Com contrato com a Rede Record desde 2007, já gravou diversas novelas.
Em 2012 apresentou seu primeiro programa, a Confeitaria, no canal da Fox (Bem Simples)

### Vida Pessoal
No dia 23 de maio de 2013, Bruna deu à luz Vicente, fruto do casamento com o empresário Pedro Pacheco, desde 10 de abril de 2010.

## Filmografia

### Televisão
| Ano       | Título               | Papel                 | Notas                |
| --------- | -------------------- | --------------------- | -------------------- |
| 2004      | Um Só Coração        | Margarida             |                      |
| 2004      | Da Cor do Pecado     | Sandra                | Participação         |
| 2004      | Linha Direta Justiça | Diléa Frate           | Caso Vladimir Herzog |
| 2004      | Linha Direta         |                       | Caso Alan            |
| 2004      | Malhação             | Mônica                | Participação         |
| 2004      | Começar de Novo      | Rosiclaire            | Participação         |
| 2004      | Como uma Onda        | Vanessa               |                      |
| 2005      | Alma Gêmea           | Madalena Vasconcellos |                      |
| 2007      | Paraíso Tropical     | Viviane (Vivi)        |                      |
| 2007      | Amor e Intrigas      | Fabíola Castro        |                      |
| 2009      | Promessas de Amor    | Rana (Mulher-Rã)      |                      |
| 2009      | Louca Família        | Orlandina             |                      |
| 2010      | Ribeirão do Tempo    | Lílian                |                      |
| 2012      | Máscaras             | Sônia Prado           | Participação         |
| 2012–2014 | Confeitaria          | Apresentadora         |                      |
| 2014      | Vitória              | Luciene de Melo Faria |                      |

### Cinema
| Ano  | Título                          | Papel                                       |
| ---- | ------------------------------- | ------------------------------------------- |
| 2002 | O Apostador                     |                                             |
| 2003 | O Ultimo Páreo                  | Lara                                        |
| 2005 | O Segredo                       | Catarina                                    |
| 2006 | Proibido Proibir                | Garota dos olhos azuis                      |
| 2007 | O Mistério da Estrada de Sintra | Luísa Valadas                               |
| 2008 | Bellini e o Demônio             |                                             |
| 2012 | Até Que a Sorte Nos Separe      | Atendente de telemarketing (Amiga da Laura) |
| 2013 | Sinal                           | Luana                                       |

### Teatro
| Ano  | Título                              | Papel     |
| ---- | ----------------------------------- | --------- |
| 2002 | A Lista                             | Raquel    |
| 2003 | Isaurinha Garcia - Personalíssima   |           |
| 2006 | E agora o que eu faço com o pernil? | Priscila  |
| 2007 | Motel Paradiso                      | Laurinha  |
| 2010 | Urucubaca                           | ela mesma |

## Campanhas Publicitárias
- 2000 - Campanha Coca-cola no Chile

- 2000 - Campanha Telefonica no Chile

- 2001 - Campanha Pepsi no Mexico

- 2002 - Sereia da skol Brasil

- 2005 - Campanha a favor da prevenção do cancer de mama

- 2007 - Campanha Wise Up 2007 (contrato com duração de 5 anos, como garota propaganda e apresentadora de 3 programas no canal de internet HWTV , os programas foram : "Start", "Life Style"e "Hutting Winners".

- 2012 - Campanha Loreal 2012

- 2012 - Campanha LG

## Prêmios e Indicações
Festival Internacional de Cinema (Estrasburgo, 2006)
- Vencedora na categoria melhor atriz, pelo filme O Segredo.[carece de fontes?]

## Trabalho Social
Casa Adelia Marques – Casa de ajuda as crianças e jovens da comunidade do Morro dos Macacos. Campanhas anuais por 4 anos seguidos para arrecadação pra
Instituto Eu Quero Viver - faz parte da diretoria do Instituto que luta pelos direitos de pessoas com doenças raras,
hoje a luta é pra doentes com MPS .
Outubro Rosa - esse ano foi madrinha do evento “outubro Rosa”campanha para o diagnositco e prevenção do câncer de mama. O evento aconteceu no cristo Redentor numa sexta anoite, o Cristo ficou iluminado de rosa.
Redken - Participou da campanha da mundial da Redken contra o preconceito as pessoas com Aids 